# 木下俊在
木下 俊在（きのした としあり）は、豊後国日出藩5代藩主。官位は従五位下、伊賀守。幼名は牧之允。

## 経歴
享保14年（1729年）、父の死去により跡を継ぐが、幼少であったため実年齢より6歳上として申告された。生来より病弱なため、2年後の享保16年（1731年）11月25日に12歳（表向きには18歳）で死去した。嗣子がなく、8歳上の叔父で養嗣子の俊保が跡を継いだ。法号は温厚操倹遠譲院。墓所は東京都港区高輪の泉岳寺。

## 系譜
父母
- 木下俊量（父）
- 中村氏 ー 側室（母）

養子
- 木下俊保 ー 木下俊長の四男